# Thomas W. LaSorda
Thomas W. LaSorda (Windsor, Ontario, Canadá, 24 de julho de 1954) é um executivo da indústria automotiva que atualmente ocupa o cargo de CEO da Chrysler.